# Shadow Project
Shadow Project — группа, основанная Роззом Уильямсом и Евой Ортис в 1987 году, через 2 года после ухода из группы Christian Death (основана им же в 1979 году). Название «Shadow Project» было взято из источников, повествующих об атомной бомбардировке Хиросимы, где впоследствии остались лишь «тени» от людей на стенах.

## Краткая история
В 1987 году Ева О. и Розз переехали в Сан-Франциско, где скоро поженились. Там же они организовали группу Shadow Project с Бари Галвином, Дэвидом Глассом и Джоан Шуманн — бас-гитара.
Вскоре из-за слухов, что Розз мертв или заключен в псих-больницу, Уильямс решил напомнить о себе воскресив Christian Death, однако работа с Shadow Project не была свернута. После гастролей Розз с Евой вернулись обратно в Лос Анджелес, где они встретились с Джилл Эмери (Jill Emery)- бас, и Томом Морганом (Tom Morgan)- перкуссия, для начала нового направления группы Shadow Project. После нескольких выступлений в Калифорнии, в коллектив вошёл Парис (Paris)- клавишные, и группа выпустила первый альбом, Shadow Project. В это время Розз был очень увлечен Чарльзом Мэнсоном, что отразилось на этой записи.
Позже в 1992 году Shadow Project встретились в Голливуде с Эйсом Фаррэном Фордом — саксофон и мусетт, для записи нового альбома — Dreams For the Dying. Эта запись состоялась в Лос Анджелесе, во время исторических восстаний 1992 года.
Летом 1993 года Shadow Project гастролировал в Америке в составе: Розз, Ева, Парис, Марк Барон (Mark Barone)- бас, и Кристиан Омар Мадригал Иззо — перкуссия.
После конца выступлений в Америке, Ева и Парис ушли из группы для начала работы над альбомом Евы, Demons Fall for an Angels Kiss. В связи с этим Shadow Project распался накануне октябрьских гастролей в Германии. Хотя все билеты и рекламные объявления были выпущены на Shadow Project, Розз сменил имя на Daukus Karota.

## Дискография
- Helter Skelter Demo (1987)
- Shadow Project (1991)
- Dreams for the Dying (1992)
- In Tuned Out- live '93 (1994)
- From the Heart (1998)
- The Original (2005)

## Примечание
1. ↑  Rozz Williams 1963—1998. Дата обращения: 6 апреля 2012. Архивировано 12 февраля 2012 года.